# Wadatest

Amobarbital

De wadatest is een injectie met een barbituraat (amobarbital) in de binnenste halsslagader om zo een snelle en kortdurende anesthesie van de grotehersenhelft aan dezelfde zijde als de injectie te verkrijgen. De wadatest is vernoemd naar de Canadese neuropsycholoog Juhn A. Wada en wordt gebruikt om te bekijken welke cerebrale functies in welke grotehersenhelft gelokaliseerd zijn.
De test wordt uitgevoerd op een bij bewustzijn zijnde persoon. De injectie wordt toegediend in de binnenste halsslagader, aan één grotehersenhelft tegelijk. Het effect hiervan is dat de taal- en/of geheugenfuncties in die grotehersenhelft worden uitgeschakeld, zodat de andere grotehersenhelft onderzocht kan worden. Hierna krijgt de geïnjecteerde persoon een reeks van taal- en geheugentests voor de kiezen. Na de uitwerking van het barbituraat wordt het geheugen getest.
De wadatest heeft ons enkele dingen geleerd over de cerebrale lateralisatie van de taalfunctie bij rechts- en linkshandigen. 98% van de rechtshandigen en 70% van de linkshandigen laten spraakonderbrekingen zien wanneer de linker grotehersenhelft (en níet de rechter) is geïnjecteerd. Het resultaat van dit onderzoek ondersteunt de theorie dat het patroon van spraakrepresentatie minder voorspelbaar is bij linkshandigen en ambidexters dan bij rechtshandigen, maar dat de meerderheid van de linkshandigen spraak gerepresenteerd heeft in de linker grotehersenhelft.